# Simulium triangustum
Simulium triangustum är en tvåvingeart som beskrevs av An, Guo och Xu 1995. Simulium triangustum ingår i släktet Simulium och familjen knott. Inga underarter finns listade i Catalogue of Life.